# Klasztor klarysek w Starym Sączu
Klasztor klarysek w Starym Sączu – klasztor sióstr klarysek w Starym Sączu znajdujący się przy pl. św. Kingi 1, w diecezji tarnowskiej. W 2018 wpisany (wraz z zespołem staromiejskim) na listę pomników historii w ramach akcji „100 Pomników Historii na stulecie odzyskania niepodległości”.

## Historia i opis architektury obiektu
Klasztor ufundowała w 1280 św. Kinga – księżna krakowsko-sandomierska, wdowa po Bolesławie V Wstydliwym oraz właścicielka ziemi sądeckiej. 6 lipca 1280 zrzekła się ona na rzecz klasztoru swoich sądeckich posiadłości: miasta Stary Sącz i 28 wsi i sama została klaryską. Umarła 24 lipca 1292 roku, w klasztorze znajduje się jej grób. Ufundowany przez wspomnianą świętą klasztor, został usytuowany obok układu miejskiego, nad stromym wypiętrzeniem doliny Popradu. Początkowo siedziba sióstr klarysek, w większej części pobudowana była z drewna, częścią murowaną były tylko dwa frontały i fundamenty.
W 1285 rozpoczęto budowę kościoła św. Klary (później dodano wezwanie Trójcy Przenajświętszej), który konsekrowano w 1332. W kolejnych wiekach był on wielokrotnie przebudowywany, jednak zachował on cechy świątyni gotyckiej, o czym świadczy m.in. zachowane sklepienie krzyżowo-żebrowe w prezbiterium i kaplicy znajdującej się pod chórem. Kościół ma układ jednonawowy o wydłużonym pięcioprzęsłowym korpusie i krótkim, węższym od korpusu łukiem prezbiterialnym.
W ołtarzach bocznych na szczególną uwagę zasługują wizerunki świętego Antoniego i świętej Klary, które wyszły spod pędzla wspomnianego Szkota. Na drzwiach zakrystii znajdują się malowidła z XVII wieku, przedstawiające przeniesienie relikwii świętego Stanisława ze Szczepanowa oraz zwycięstwo Bolesława Wstydliwego, nad wrogimi koronie polskiej Jadźwingami. Ołtarze boczne znajdujące się w nawie kościoła, mają typowo barokowy wygląd, a poświęcone są one Matce Bożej Pocieszycielce Strapionych, a także świętej Kindze pierwotnej właścicielce starosądecczyzny. Na uwagę zasługuje znajdująca się w tej sakralnej budowli unikalna barokowa ambona, która została wzniesiona w 1671 roku. Ma ona bogatą dekorację rzeźbiarską przedstawiającą drzewo genealogiczne Chrystusa i Jego Przenajświętszej Matki. W przedsionku kościoła znajduje się gotycka chrzcielnica pamiętająca początki piętnastego stulecia, która zrobiona jest w kształcie ośmiobocznego kielicha z bogatą dekoracją maswerkową. Podobno, jako votum dziękczynne za wiktorię odniesioną na polach Grunwaldu, król Władysław Jagiełło podarował dwa garnce złota, na wykonanie tejże chrzcielnicy. Nie można także pominąć wieżyczki – sygnaturki wykonanej w 1779 roku przez krakowskiego architekta.
Do klasztoru przylega czternastowieczna kaplica nosząca imię świętej Kingi, która jest otwarta od strony nawy dużym oknem, które ma marmurową oprawę barokową. Jest ona odgrodzona ozdobną siedemnastowieczną kratą, zwaną Piotrową. Po lewej stronie okna umieszczono tablicę pamiątkową, ufundowaną na okoliczność podziękowania za kanonizację Pannie Ziemi Sądeckiej oraz za pobyt w tym miejscu Ojca Świętego Jana Pawła II w dniu 16 czerwca 1999 roku. W kaplicy tej, widoczny jest barokowy ołtarz z posągiem przedstawiającym Świętą Księżną Sądecką, który został wykonany w 1470 roku, w drewnie lipowym. We wnęce pod posągiem znajduje się trumienka z relikwiami wspomnianej Świętej. Z tym miejscem związana jest kolejna stara legenda. Głosi ona, że w czasach, gdy Polski nie było na mapie politycznej świata, nie było też w owej trumience ciała wspomnianej świętej. Spoczęło ono na powrót na swoim pierwotnym miejscu, gdy Polska odzyskała dawny prestiż i niepodległość. Bliżej kraty oddźwiernej, znajduje się dawny grobowiec świętej Kingi w kształcie tumby, w którym początkowo spoczywało jej ciało.
Zespół klasztorny przebudowany został przez włoskiego muratora Jana de Simoni na początku XVII wieku, nadając tym samym klasztorowi wygląd typowo barokowy. Dzięki temu, klasztor nabył nowego charakteru budowli sakralnej poprzez wplecenie w jego wygląd form manierystyczno-barokowych z dekoracją sgraffitową. Klasztor wzniesiony został na miejscu dawnej, luźnej zabudowy w układzie czworobocznym z wirydarzem usytuowanym w jego środku, mający surowy i ściśle funkcjonalny charakter. Przy tej okazji podkreślony został też wygląd obronny tegoż klasztoru, poprzez szczególne podwyższenie istniejących już murów okalających klasztor. Całości dopełnia narożna cylindryczna baszta, ciągnąca się od południa oraz okazała wieża bramna, znajdująca się w sąsiedztwie klasztoru.

## Galeria

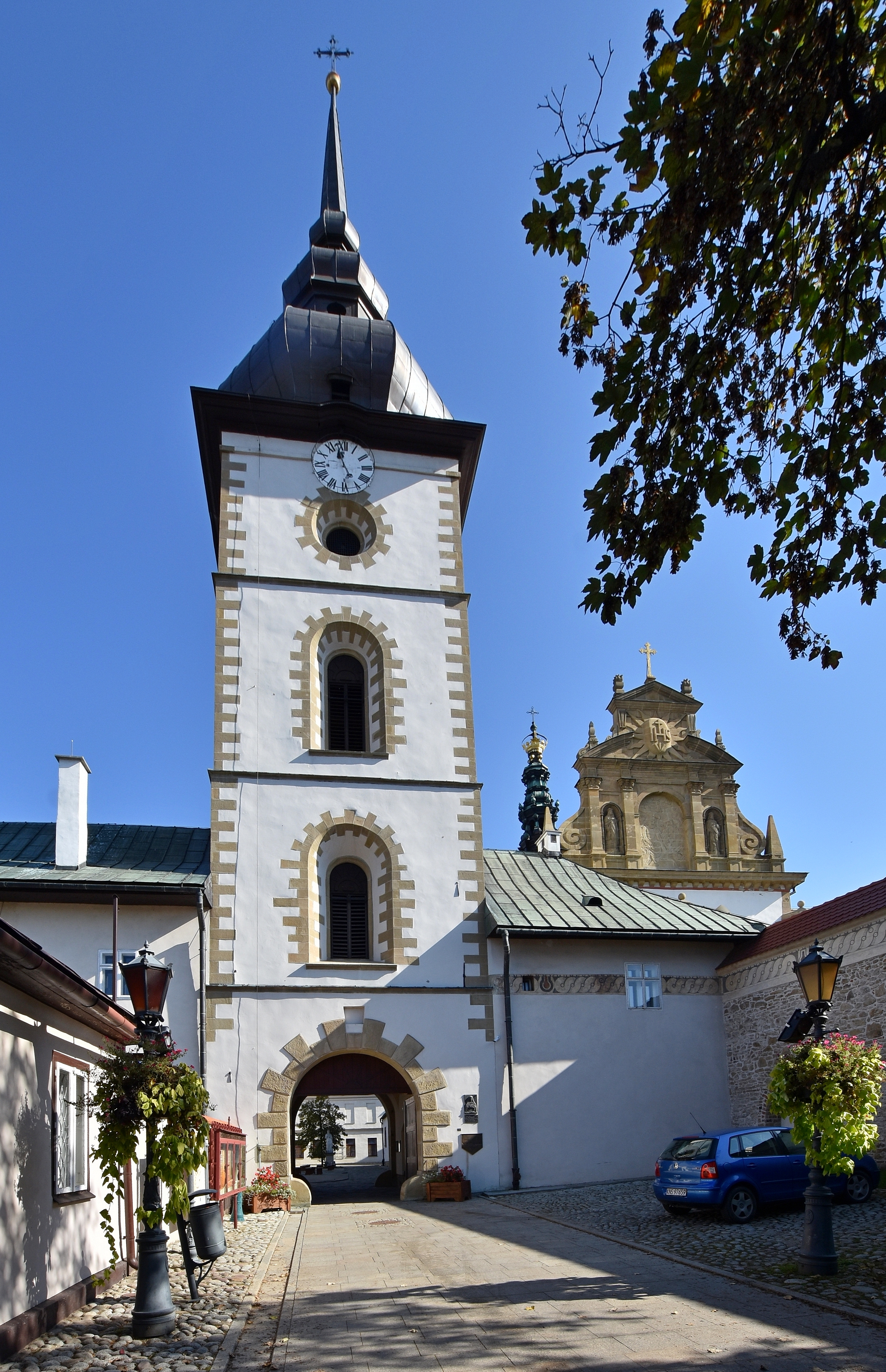
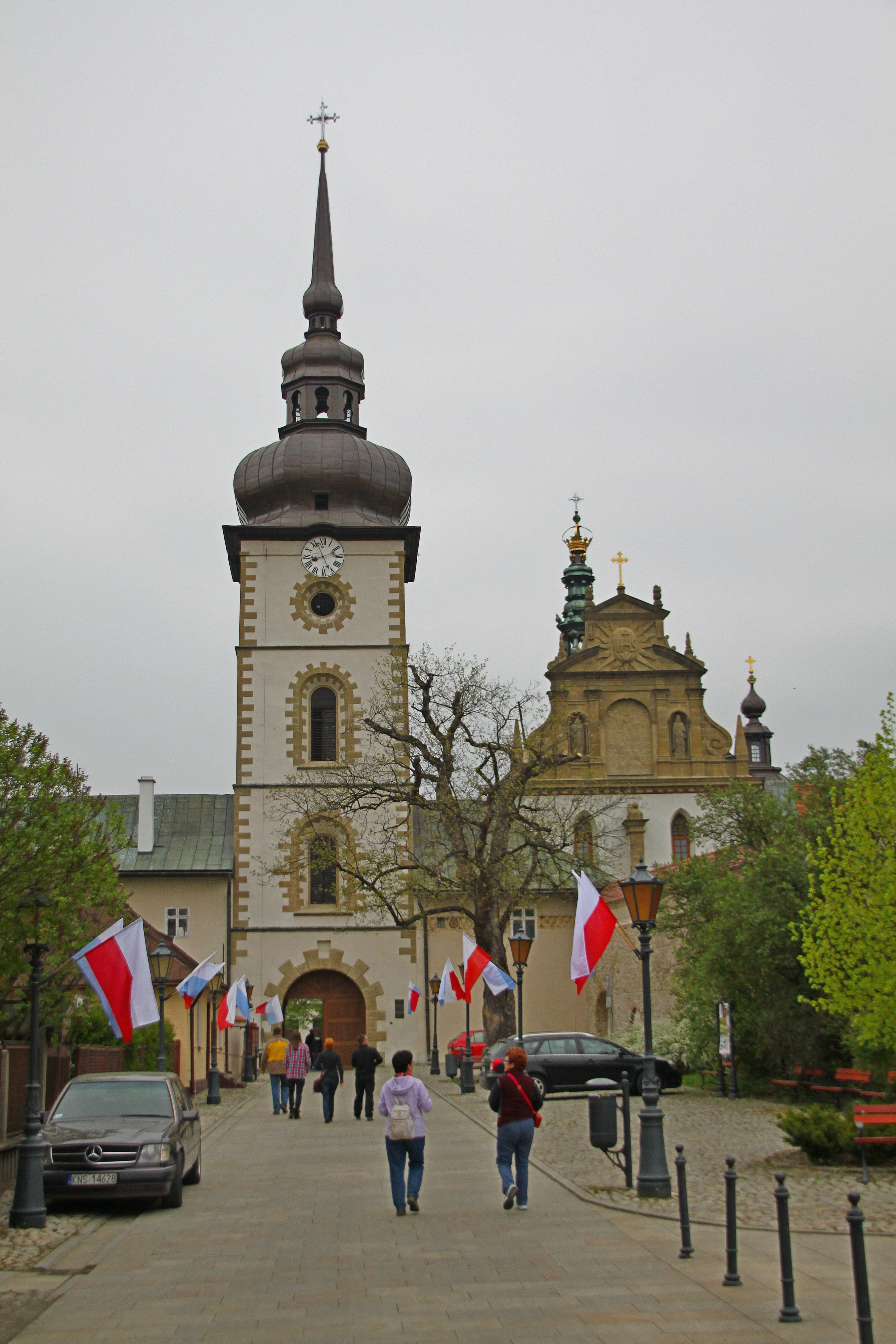
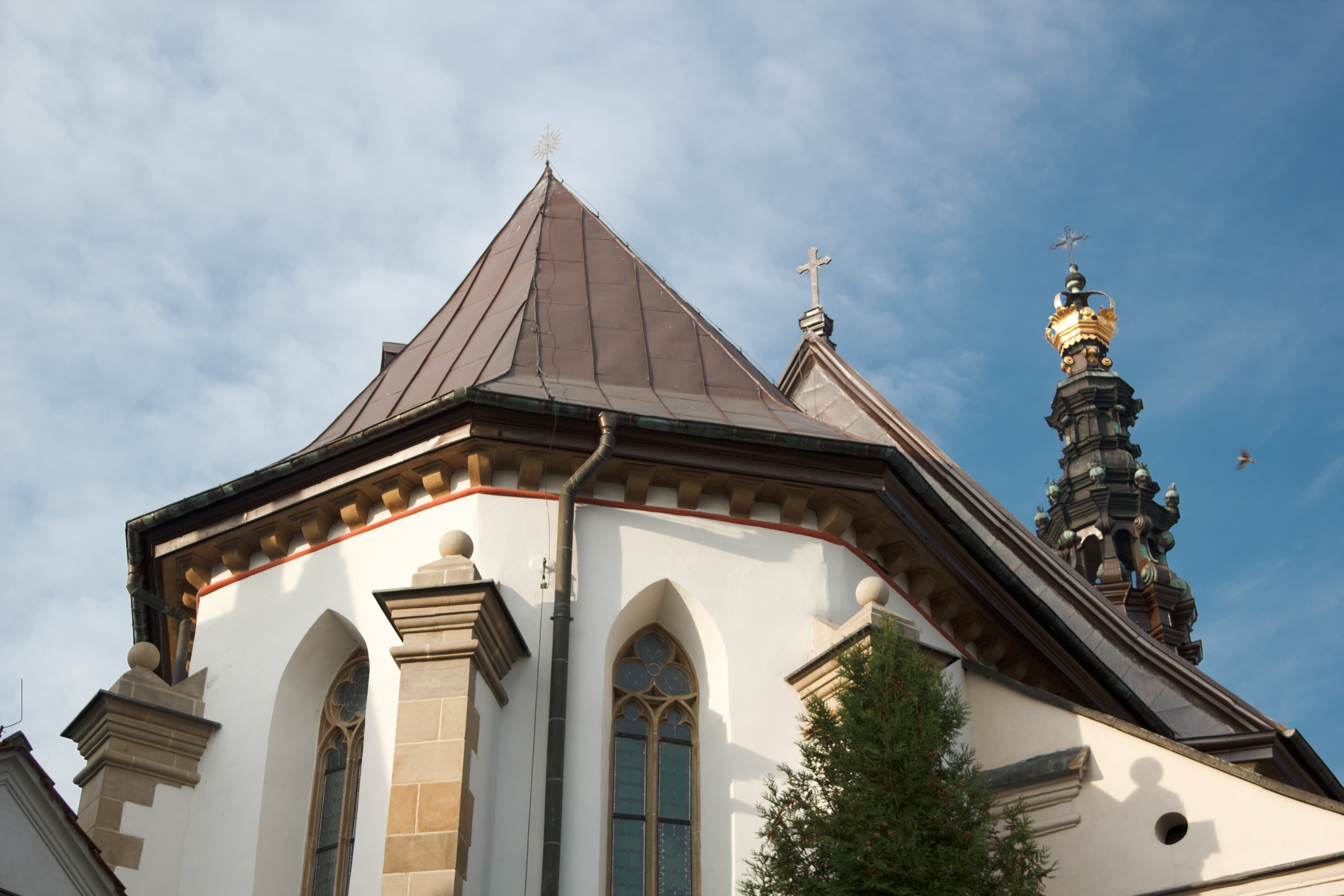
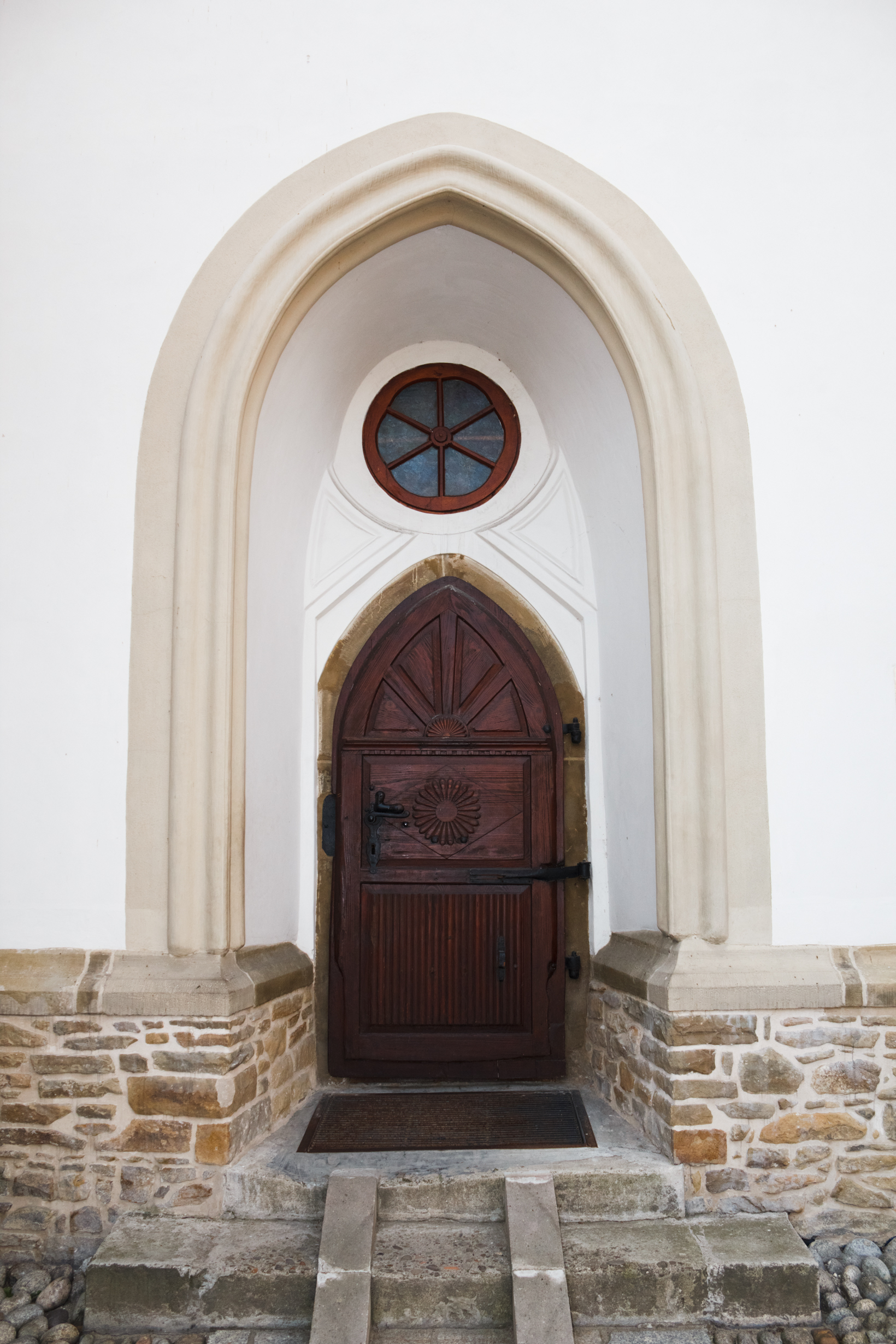
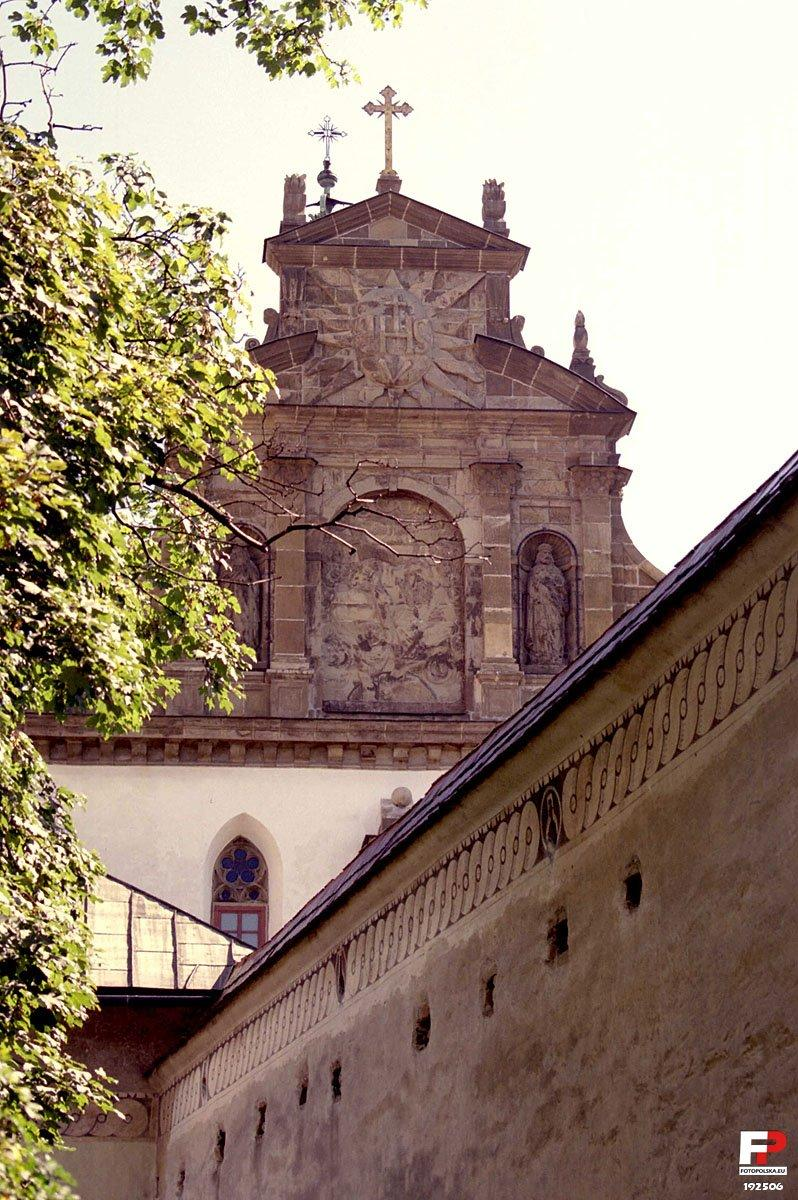
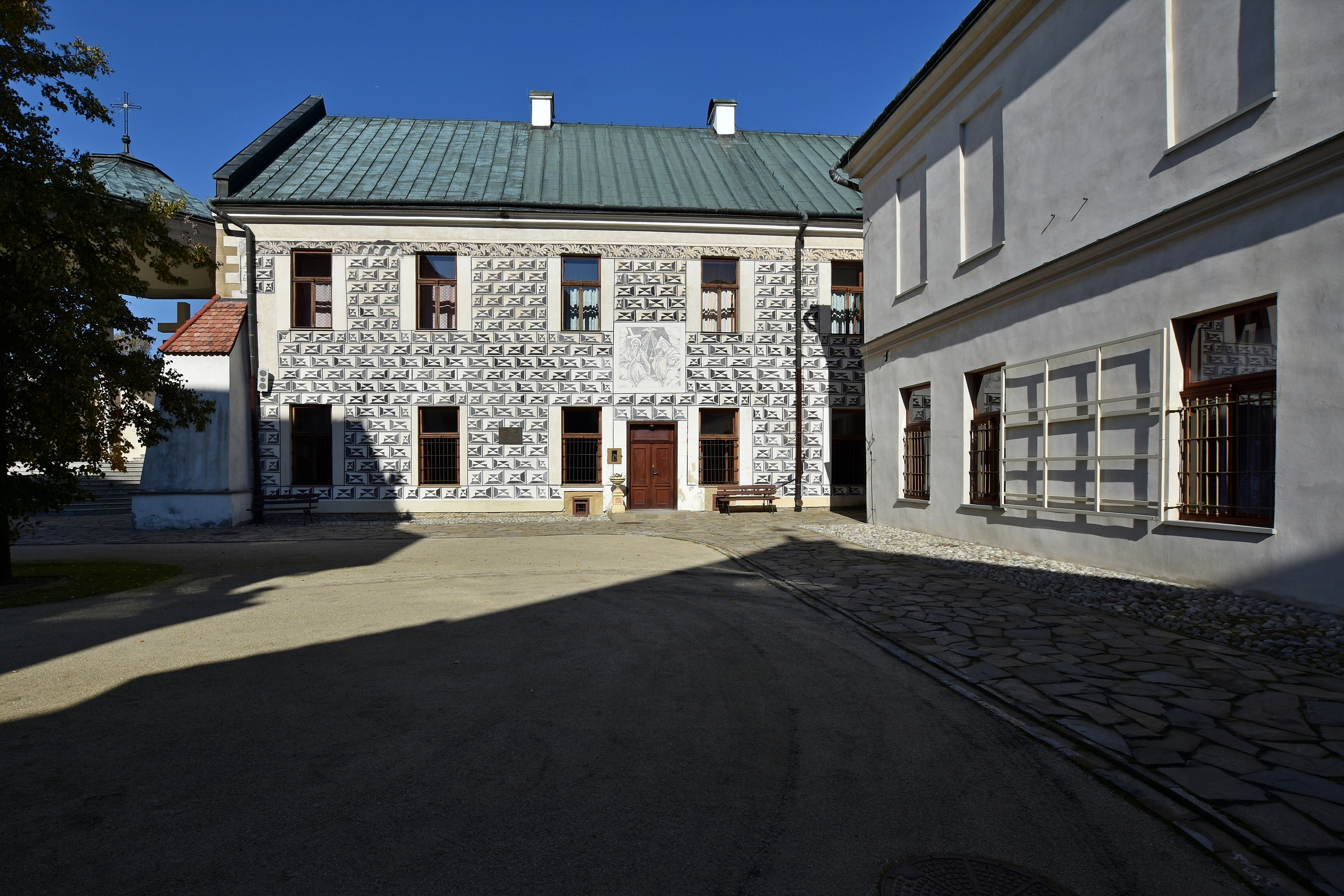
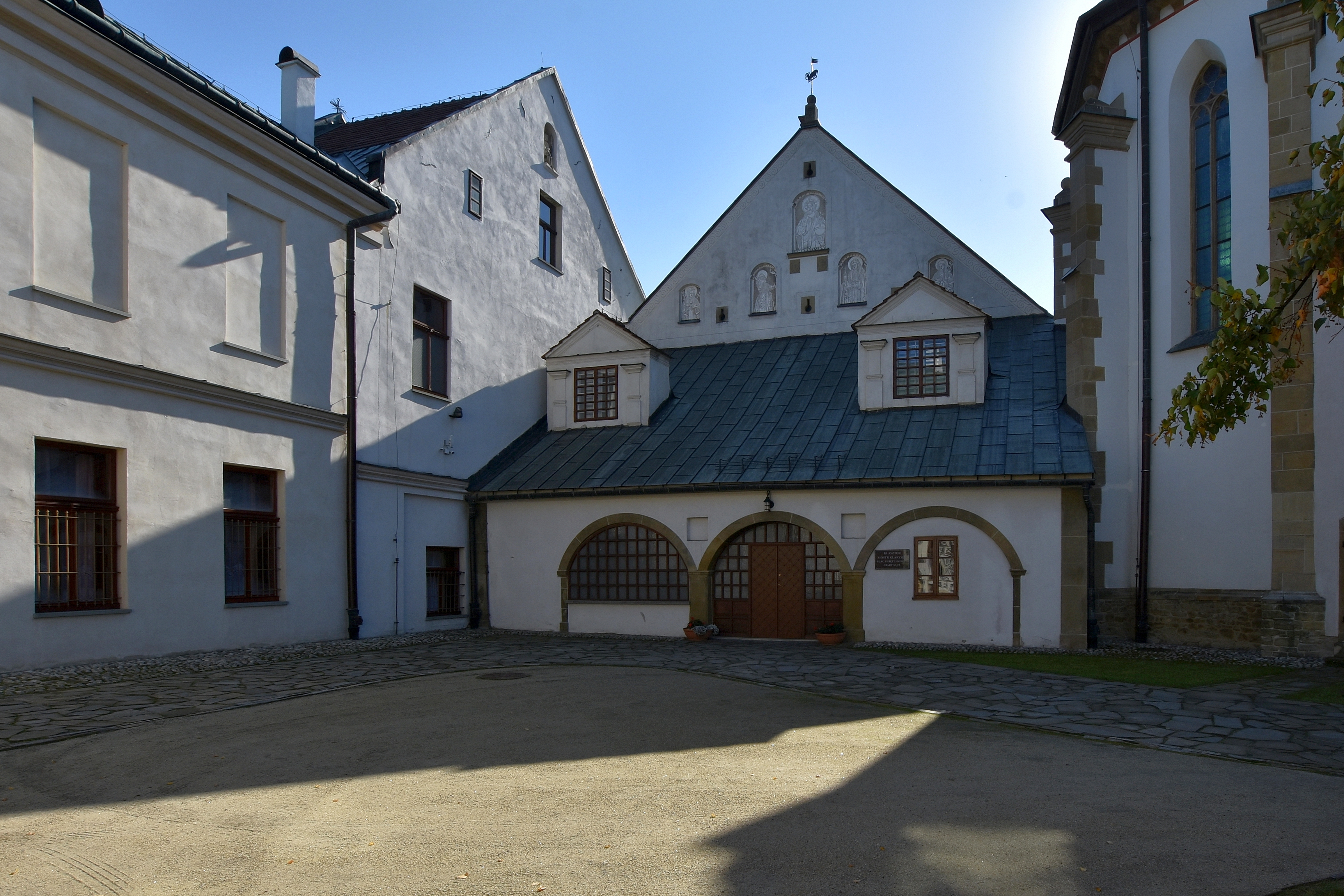
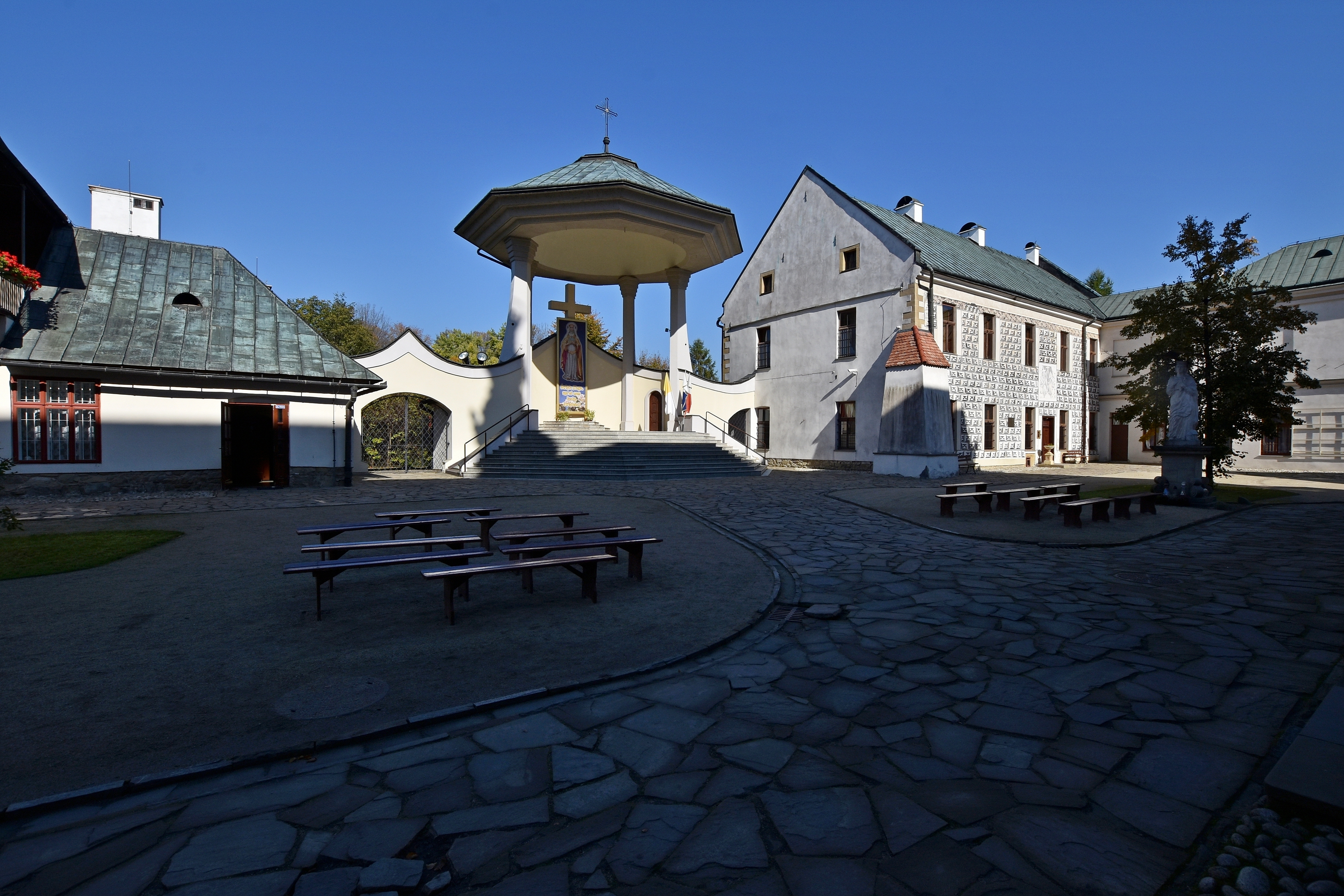
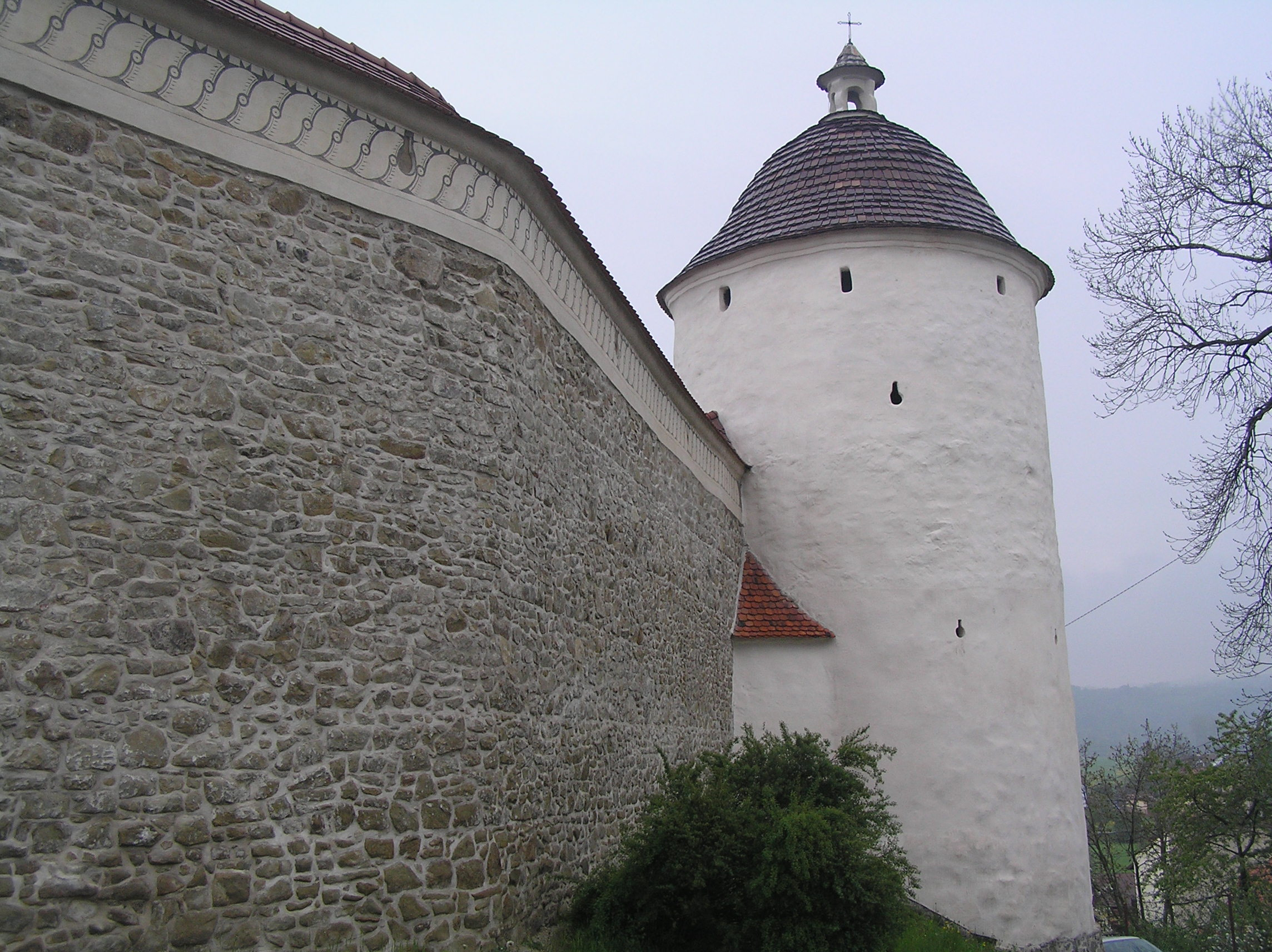
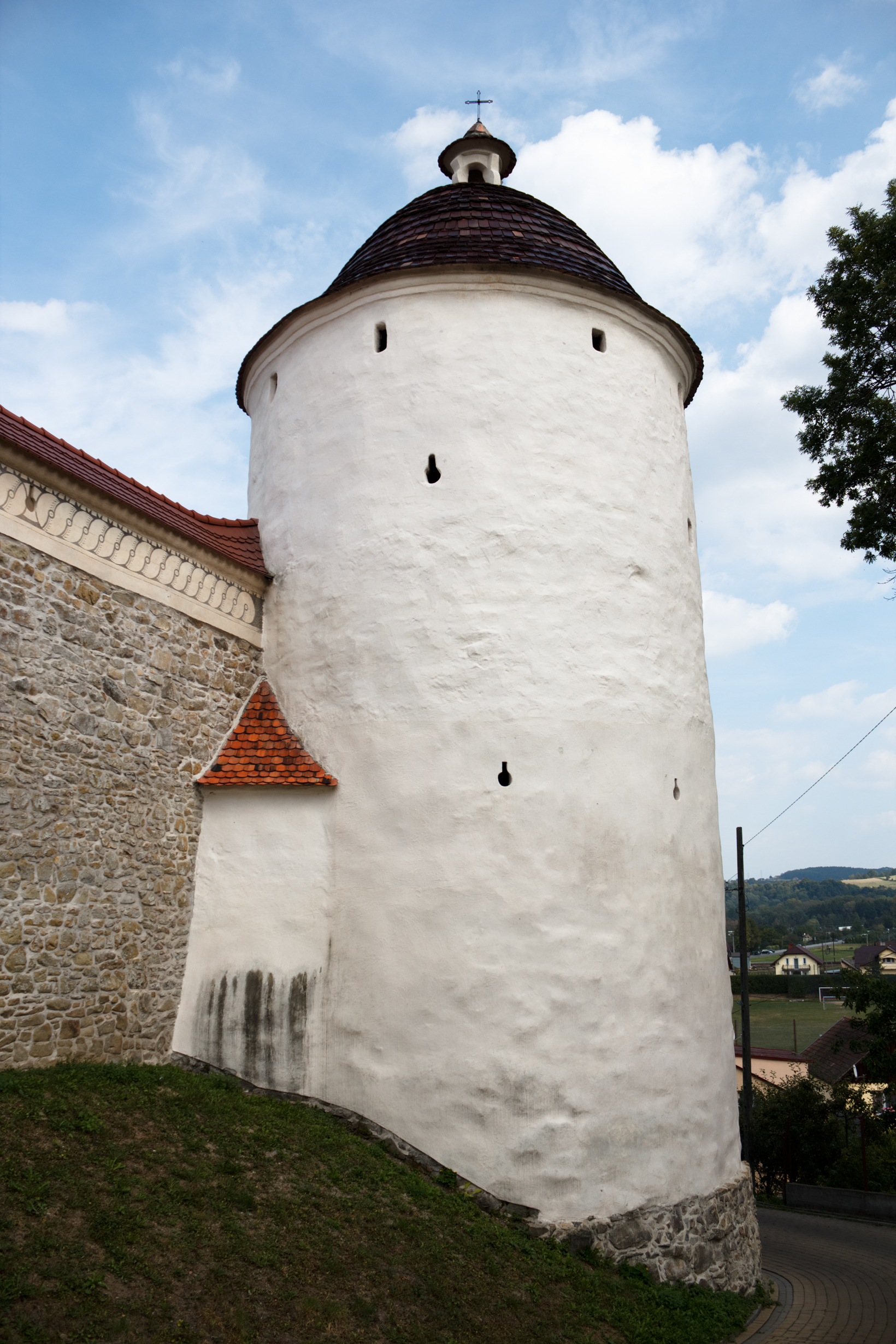
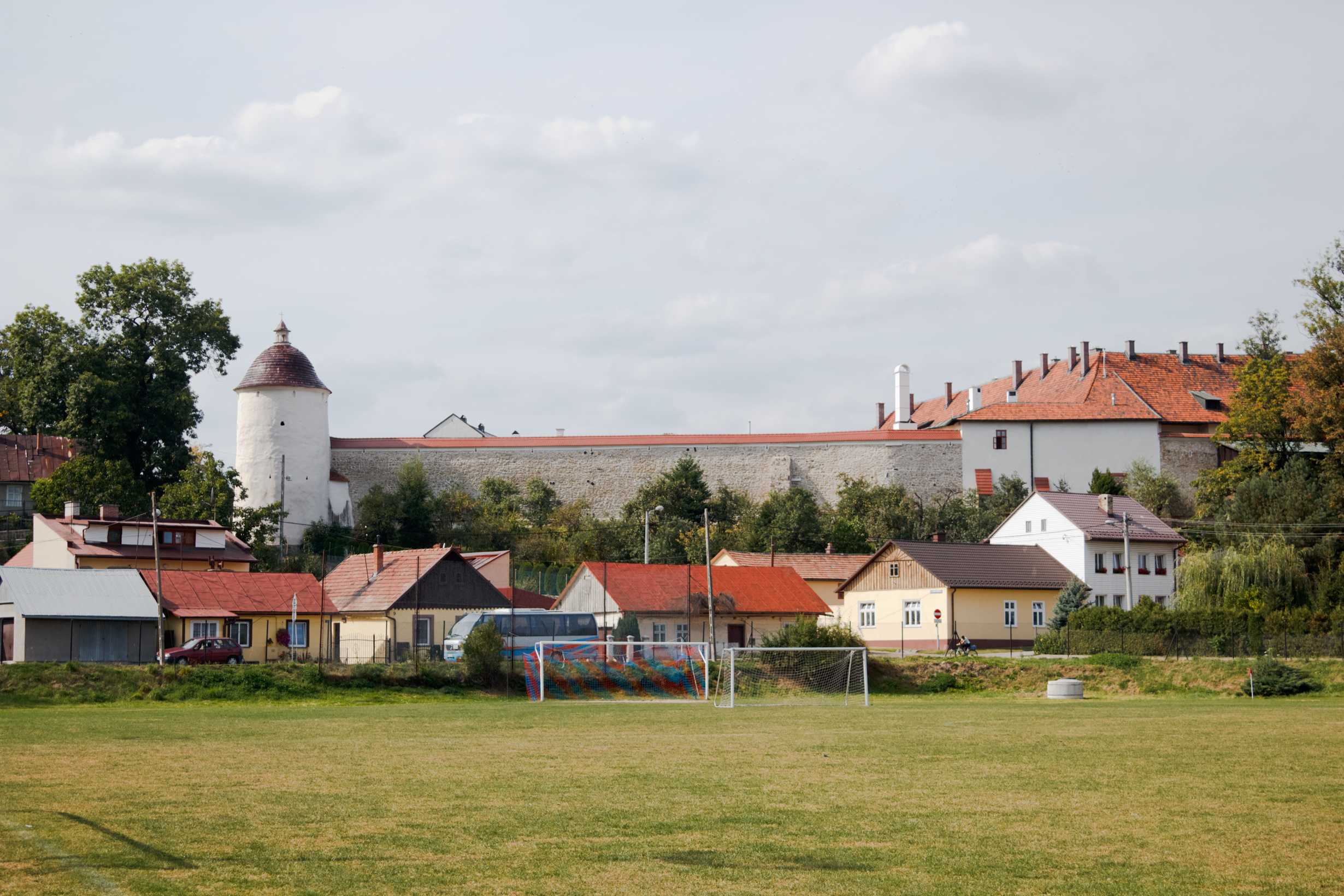
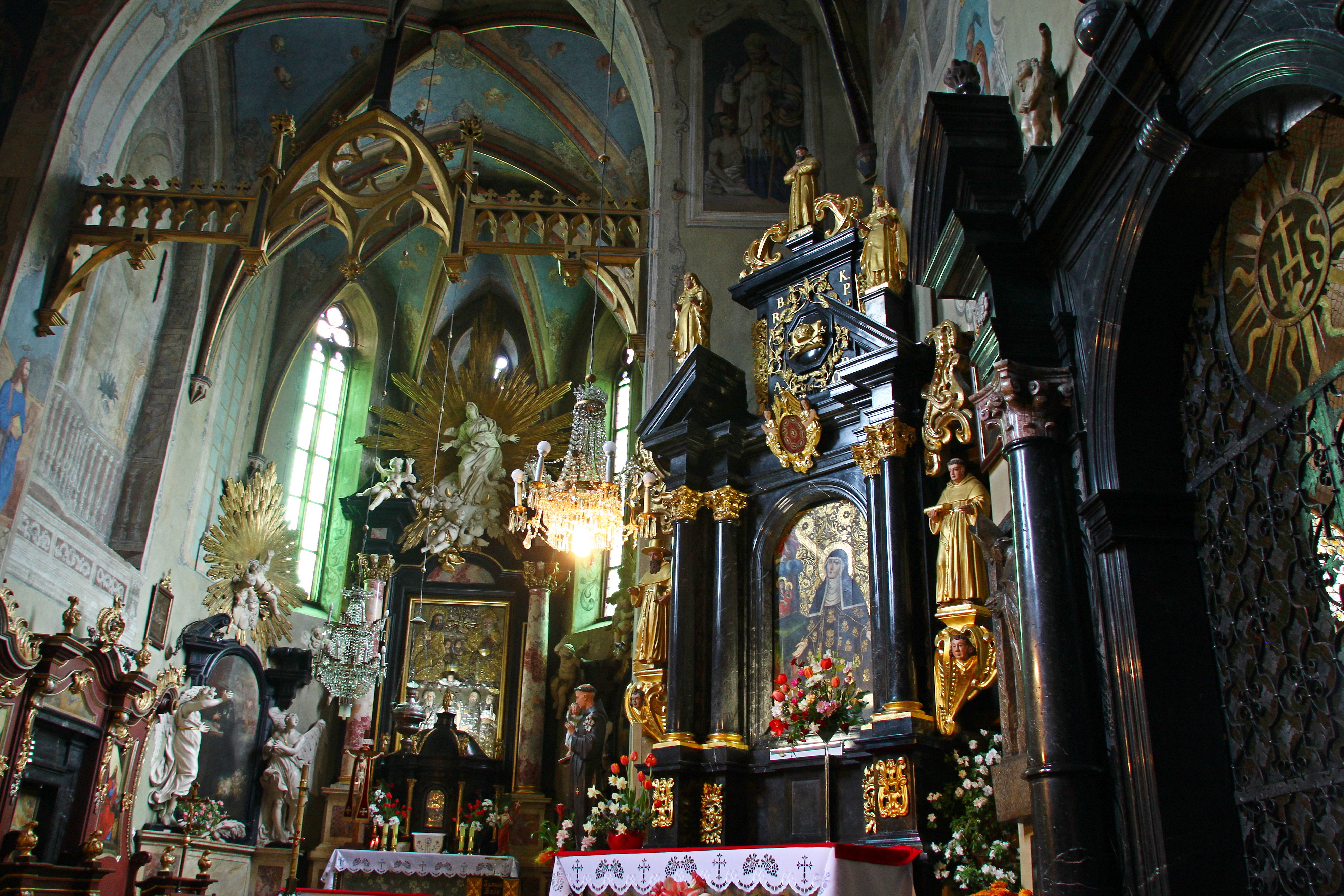
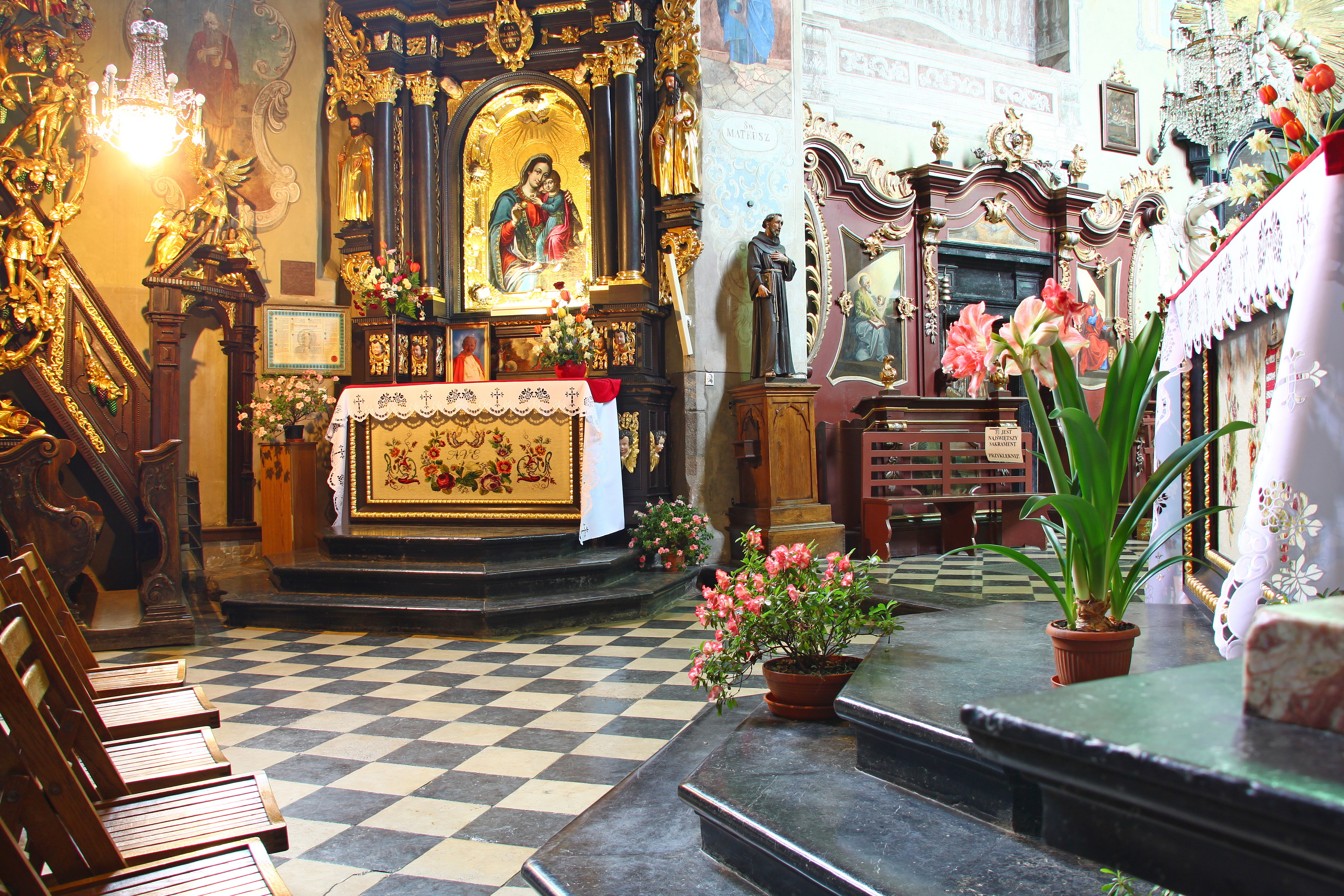
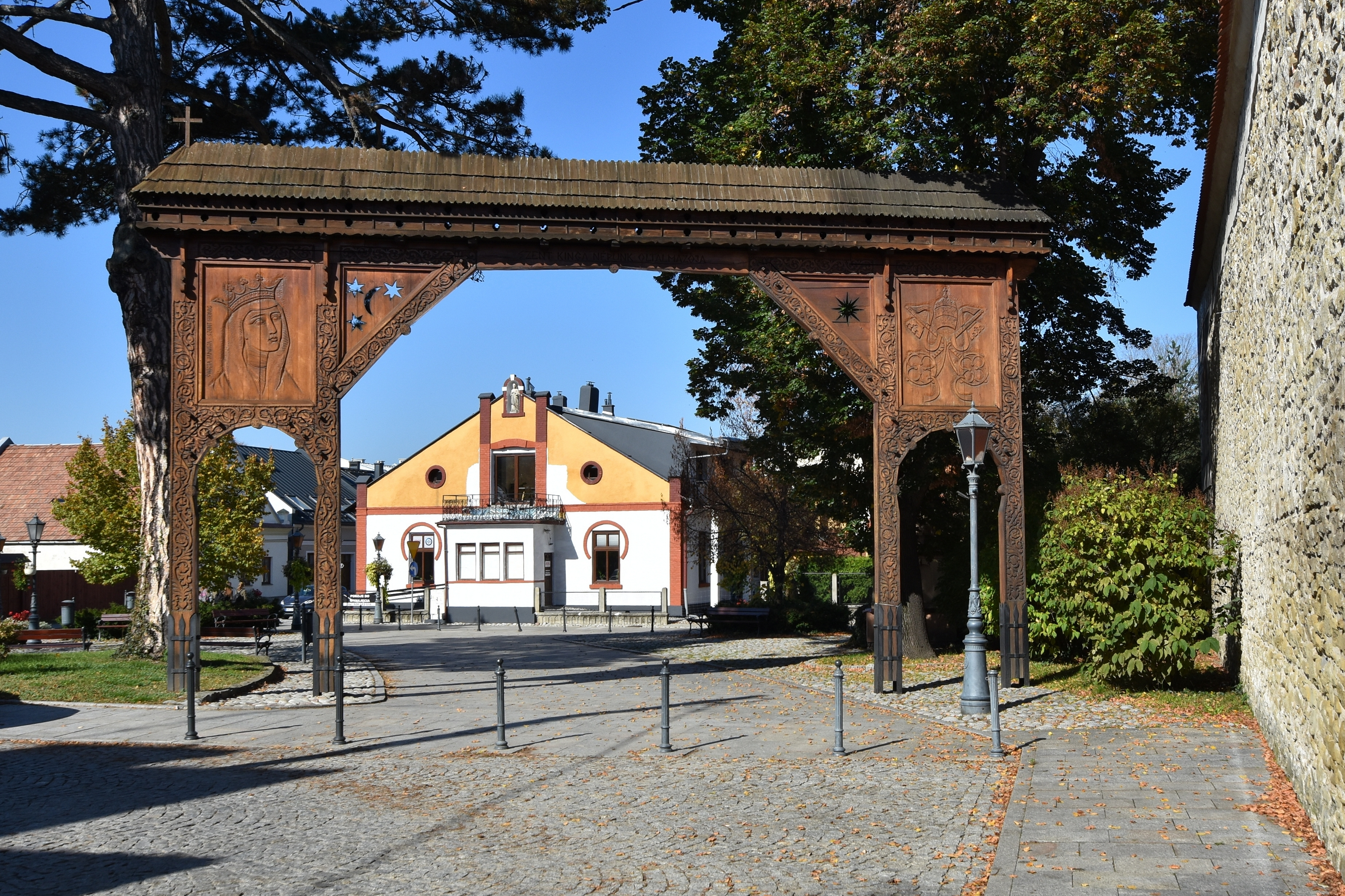
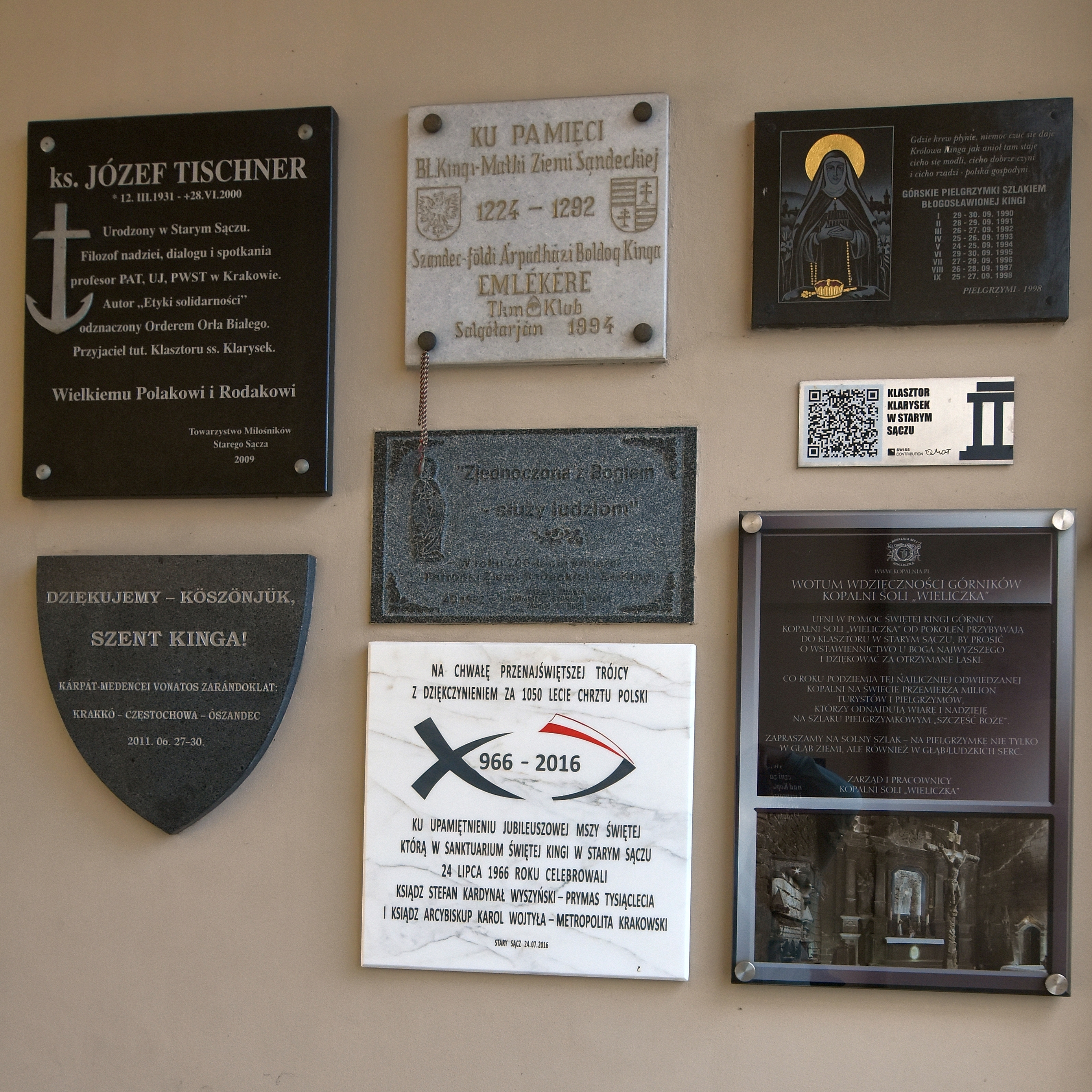
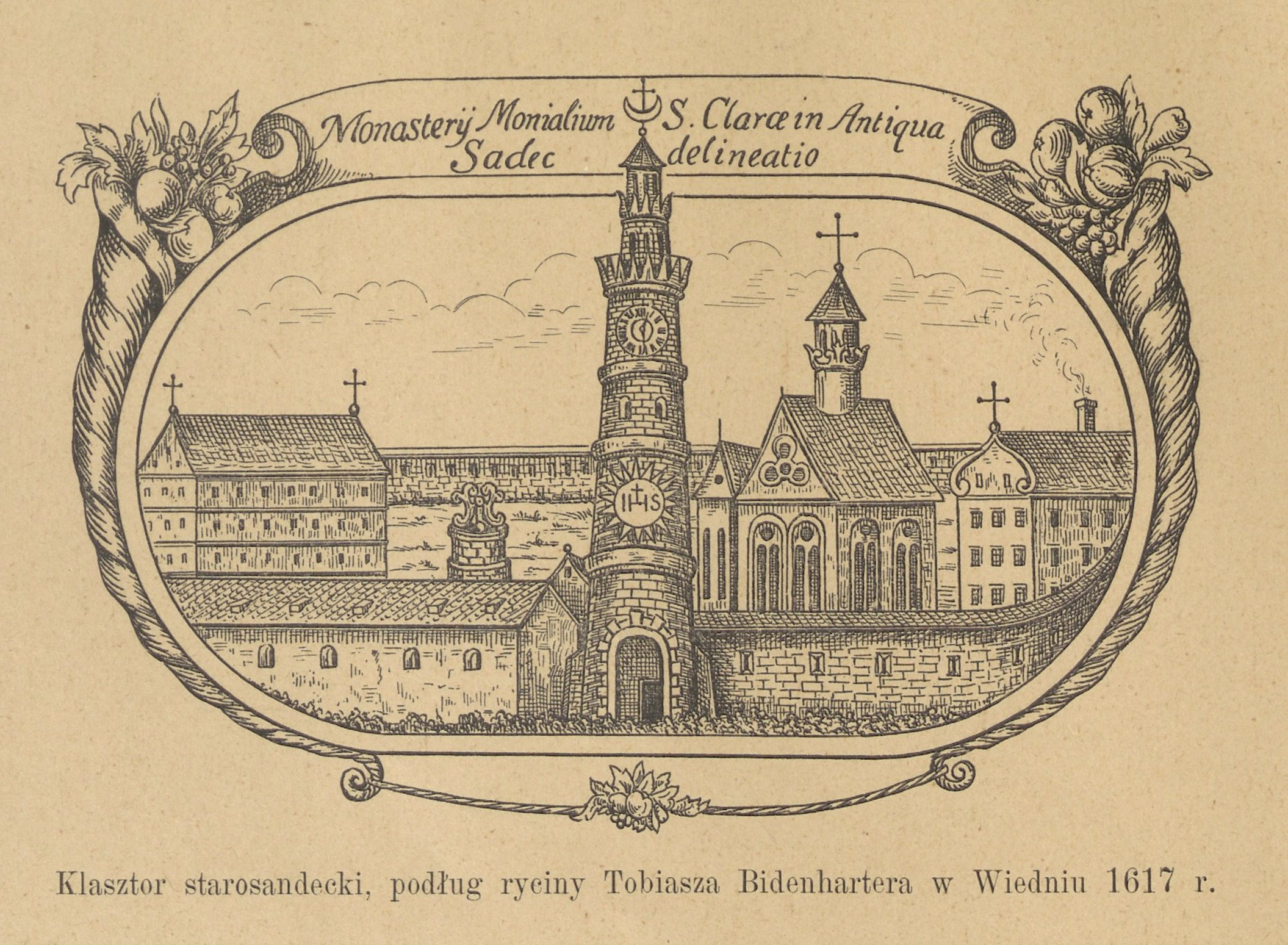
Klasztor według ryciny z 1617
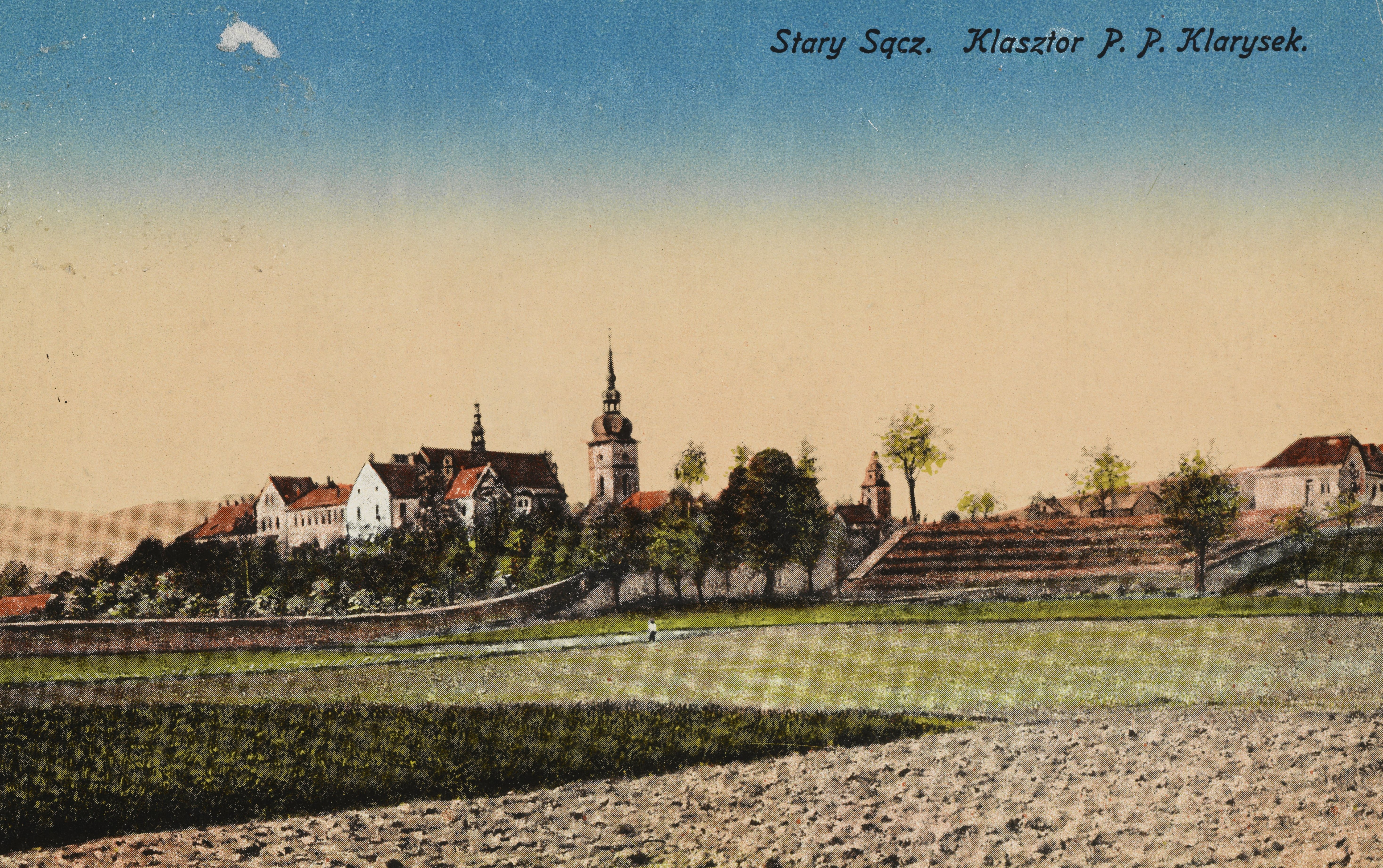
Klasztor około 1910

## Znane klaryski starosądeckie
- św. Kinga – księżna krakowsko-sandomierska, wdowa po Bolesławie V Wstydliwym oraz właścicielka ziemi sądeckiej
- Gryfina Halicka – księżna krakowska, wdowa po Leszku Czarnym
- Jadwiga Bolesławówna – królowa Polski, wdowa po Władysławie I Łokietku, matka Kazimierza III Wielkiego